# Mít Đặc ở thành phố Mặt Trời
Mít Đặc ở thành phố Mặt Trời (tiếng Nga: Незнайка в Солнечном городе, tiếng Ukraina: Незнайко в Сонячному місті / Mít Đặc ở Thái Dương thành) là phần tiếp theo của tập truyện Những cuộc phiêu lưu của Mít Đặc và các bạn, xuất bản năm 1958.

## Lịch sử
Theo khảo cứu, đôi nhân vật văn chương hí họa nức tiếng nhất thời Soviet là Murzilka (Мурзилка, /muốc-diu-ca/ gầm gừ) và Neznayka (Незнайка, /nhiết-nai-ca/ tớ biết đâu) đều xuất hiện lần đầu trong truyện Xứ sở nhi đồng (Царства малюток. Приключение Мурзилки и лесных человечков в двадцати семи рассказах) của bà Anna Khvolson (Анна Борисовна Хвольсон, 1868 - 1964) san hành năm 1889. Sách này được tái bản các năm 1898, 1902 và 1915, trở thành truyện đọc cho trẻ em bán chạy nhất mạt kì đế quốc. Nhưng trong suốt thời Soviet, cuốn sách không hề tái bản, phải chờ tới năm 1991 văn bản 1889 mới được đem in lại dưới hình thức mới.
Tuy thế, trứ tác Khvolson chẳng qua thuật lại bằng Nga văn bộ liên hoàn họa The Brownies (tạm dịch : Yêu tinh) của tác gia Palmer Cox người Canada. Trong đấy, ông Cox kể truyện một chủng tộc tí hon có hình trạng gần giống con bọ, vốn là cổ tích xứ Alba mà ông nghe bà nội kể suốt thuở nhỏ.
Tương tự Palmer Cox, tác gia Nikolay Nosov (Николай Николаевич Носов, 1908 - 1976) có ấn tượng sâu sắc với cuốn truyện Anna Khvolson tự tấm bé. Nên vào năm 1952, khi có cơ hội tường trình ý tưởng với biên tập viên Bogdan Chalyy, Nikolay Nosov đã rất may vì nhận được sự tán đồng.
Vậy là trong các năm 1953-4, truyện Cuộc phiêu lưu của Mít Đặc và các bạn (Приключения Незнайки и его друзей) được đăng thường kì trên tạp chí Barvinok (hoa trường xuân) bằng hình thức song ngữ Nga-Ukraina, có kèm mình họa màu (điều hi hữu thuở bấy giờ, thường chỉ dành cho tác gia có uy tín). Khi in thành sách, Những cuộc phiêu lưu của Mít Đặc và các bạn cũng thuộc số rất ít tác phẩm được trang trí công phu, nhiều màu và đặc biệt dùng bìa nhũ (đương thời loại bìa này thường chỉ dành cho văn kiện có phẩm chất trang nghiêm, không bao giờ in đại trà). Đây cũng được coi là đầu sách thành công thương mại nhất của Nikolay Nosov trên bình diện Tô Liên và quốc tế.
Tuy vậy, kể từ các cuốn sau Mít Đặc ở Thái Dương thành (Незнайка в Солнечном городе ; tạp chí Thanh Niên, 1958) và Mít Đặc lên Nguyệt Cầu (Незнайка на Луне ; tạp chí Gia Đình & Học Đường, 1964-5), vì nội dung hướng đến lứa thanh thiếu niên nên truyện chỉ được minh họa sơ lược, chủ yếu tập trung vào mặt chữ. Một phần nữa vì theo quan niệm đương thời, truyện có nhiều tình tiết khi minh họa dễ gây chấn động tâm lí tuổi mới lớn. Nhưng so với cuốn đầu, những cuốn này đạt thành tựu thương mại rất thấp. Thậm chí trong một thời gian rất lâu, hai cuốn này chỉ phổ biến trong cộng đồng Nga ngữ mà ít có ngôn ngữ khác.
Vào năm 1969, Nikolay Nosov được trao giải thưởng quốc gia Krupskaya cho bộ ba truyện Mít Đặc. Ngày nay, ba tập truyện Mít Đặc được coi là di sản văn chương chung tại Nga và Ukraina.
Bên cạnh bộ ba Mít Đặc, Nikolay Nosov cũng soạn đoản thiên Đinh Vít, Đinh Dép và máy hút bụi (Винтик, Шпунтик и пылесос ; 1956) và Nón Nhọn và đội quân dưa leo (Фунтик и огурцы, 1957), sau này được coi là các phụ trương Cuộc phiêu lưu của Mít Đặc và các bạn. Ngoài ra, từ thập niên 1990 tới nay có nhiều tác giả phát triển tiếp truyện Mít Đặc.

## Nội dung
Dạo này, Mít Đặc chơi thân với Hoa Cúc. Chú nghe cô bé kể, nếu làm được ba việc tốt liên tiếp thì sẽ được thuật sĩ thưởng cho một điều ước, thế là chú ta bắt đầu mơ màng. Nhưng rồi Mít Đặc gặp thuật sĩ thật, được thầy tặng chiếc đũa thần với lời dặn : Hễ làm ba điều xấu, phép thuật sẽ biến mất.
Mít Đặc bèn rủ Hoa Cúc và cậu Bôi Bẩn Lem Luốc ngồi trên chiếc xe hơi điều khiển bằng cây đũa thần, rồi ba đứa phiêu du khắp thế gian. Chiếc xe hay là cây đũa đưa bộ ba tới Thái Dương thành (ám chỉ tác phẩm Thái dương chi thành của thầy Tommaso Campanella). Và từ đây, Mít Đặc làm náo loạn thành phố vì dùng đũa thần vô tội vạ.

## Phong hóa
Năm 1976-7, Trung tâm Sáng tạo Nghệ thuật "Ekran" đã chuyển thể Mít Đặc ở Thái Dương thành sang phim rối, chia làm 10 tập, phát đại trà trên Đài phát thanh - truyền hình Trung ương Liên Xô.
Đến năm 2004, câu truyện này một lần nữa tái hiện dưới dạng phim hoạt họa 3D nhan đề Mít Đặc và tướng cướp Barrabass, phát trên hệ thống cáp của Kênh 1.

## Liên kết

### Tư liệu
- Николай Носов : Незнайка в Солнечном городе
- Аудиосказка «Незнайка в Солнечном городе» Lưu trữ ngày 10 tháng 12 năm 2023 tại Wayback Machine
- «Незнайка в Солнечном городе». Что сумел предсказать Носов ?